# Bahamas i olympiska sommarspelen 1960
Bahamas deltog med 13 deltagare vid de olympiska sommarspelen 1960 i Rom. Ingen av landets deltagare erövrade någon medalj.